# Апендикс
Апендиксът (на латински: appendix vermiformis) е сляпо завършващ, извит орган, започващ от задно-медиалната стена на сляпото черво на разстояние 2 - 4 сm под илео-цекалната клапа. Средната му дължина е около 7 - 8 сm, но варира от 2 - 20 сm. По вътрешната си повърхност е покрит с клетки, отделящи оскъдно количество слузест секрет, който се оттича към цекума. Стената на апендикса съдържа най-вече мускулна и лимфна тъкан. Последната е част от имунната система на организма и участва в производството на антитела.
Придатъкът служи като „резервоар“ за множеството полезни бактерии (бактериална флора), живеещи в човешкия организъм и необходими за нормалната работа на храносмилателната система, както и като „фабрика“ за тяхното възпроизводство. При определени заболявания, като например холера и дизентерия, бактериалната флора в тялото умира или е с нарушени функции. След като имунната система на организма преодолее заболяването, апендиксът е този, който възстановява изгубената бактериална флора.
В продължение на десетилетия този орган в човешкото тяло се е смятал от медицината за излишен, защото не изпълнява никакви функции. Това е причината при определени обстоятелства той да бъде премахван. Характерно за апендикса е, че възпалението в него (апендицит) се развива бързо и има животозастрашаващ характер.
Най-големият апендикс е измерен с дължина от 26 сантиметра при аутопсия на пациент в Загреб, Хърватия.